# Aulax
- Commons
- Wikispecies

Aulax é um género botânico pertencente à família Proteaceae.